# Merrimac, Wisconsin
Merrimac là một làng thuộc quận Sauk, tiểu bang Wisconsin, Hoa Kỳ. Năm 2006, dân số của làng này là 416 người.